# ドミトロ・リズニク
ドミトロ・フリホローヴィチ・リズニク（ウクライナ語: Дмитро Григорович Різник、1999年1月30日 - ）は、ウクライナのサッカー選手。ウクライナ代表。ポジションはGK。

## クラブ歴
FCヴォルスクラ・ポルタヴァの下部組織出身で、2016年7月にリザーブチーム、2019年9月にトップチームに昇格した。同年10月26日にウクライナ・プレミアリーグで出場し選手初出場を記録した。
2023年2月10日にFCシャフタール・ドネツクに300万ユーロで完全移籍した。

## 代表歴
年代別代表ではU-19からの年代で出場経歴があり、UEFA U-19欧州選手権2018と2019 FIFA U-20ワールドカップに参加した。後者では優勝を記録したが、彼自身は大会での出場が無かった。
A代表では2021年11月11日に行われたブルガリア代表との親善試合で代表初出場を記録した。